# Joseph Doms

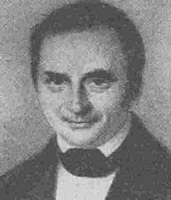
Joseph Doms 1782–1853

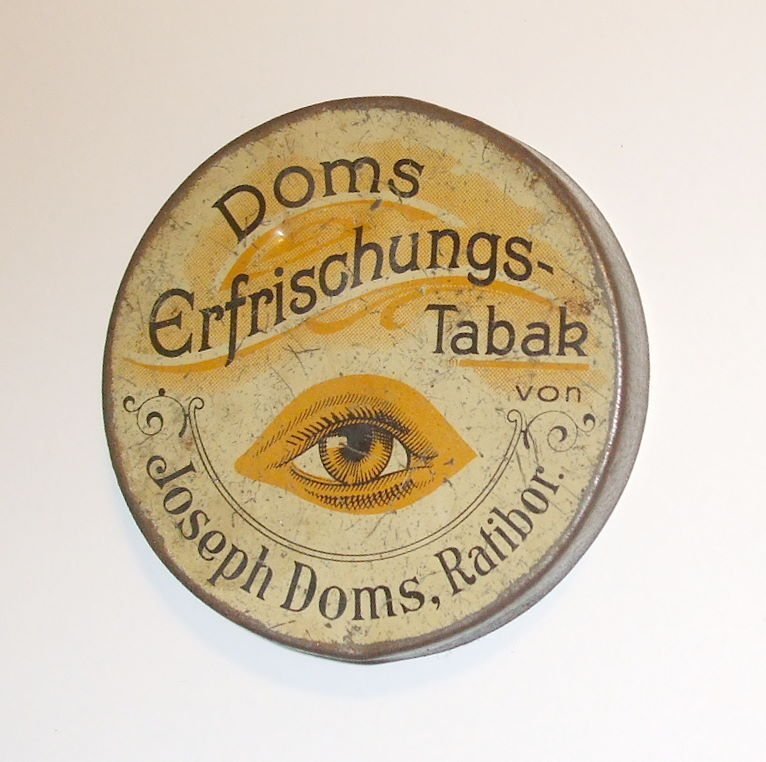
Schnupftabakdosendeckel aus seiner Fabrik

Joseph Doms (getauft 1. Januar 1782 in Niederpreschkau bei Tetschen in Nordböhmen; † 18. August 1853 in Ratibor, Oberschlesien) war ein deutscher Kaufmann und Tabakindustrieller.

## Leben und Beruf
Joseph Doms übernahm 1811 nach seiner kaufmännischen Lehrzeit in Breslau den Betrieb seines Schwiegervaters in Ratibor. Im Jahr 1815 begann er mit der Herstellung von Schnupftabak. Neben der Schnupftabakfabrik wurden später weitere Betriebe zur Herstellung von Kautabak und Tabakwaren unterhalten.
Sein Sohn Heinrich Doms (1830–1906) war ein Tabakindustrieller und Leiter der Handelsgesellschaft Joseph Doms. Sein Urenkel Julius Doms war ein Wirtschaftsjurist und Unternehmer.